# Michael Clarke
Michael Clarke, nascido Michael James Dick (3 de junho de 1946 – 19 de dezembro de 1993) foi um músico estadunidense, mais conhecido por ser o baterista da banda de rock dos anos 60: The Byrds. Ele foi o baterista do The Byrds do ano de 1964 à 1968. Ele morreu em 1993, aos 47 anos de idade, de insuficiência hepática devido ao consumo excessivo de álcool por mais de três decadas.